# 井上拓斗
井上拓斗（日语：／ Inoue Takuto，1995年2月26日—），日本男子羽毛球運動員，前日本國家羽毛球隊（A隊）成員。佐賀縣東松浦郡玄海町出生，畢業於埼玉栄中学校和埼玉栄高校，2013年4月起加入日本Unisys株式會社，2022年4月1日，日本Unisys株式會社改名為BIPROGY株式會社。2024年退役。

## 簡歷

### 2012年-2014年 分齡賽時期、国际赛夺冠
2012年10月，井上拓斗參加日本舉行的世界青年羽毛球錦標賽，與金子祐樹合作打進男雙決賽，最終以0比2（16-21、17-21）不敵香港組合，屈居亞軍。
2013年3月，井上拓斗出戰羅馬尼亞羽毛球國際賽，在男單决赛以2比1（10-21、21-17、21-15）击败了法国的卢卡斯·科维，夺得其首个国际赛冠军；而与金子祐樹的男双决赛以2比0（21-10、21-10）击败了法国的昆廷·文森特/塞巴斯蒂安·文森特，再次夺得冠军亦是本赛的双冠王。同年3月，他与金子祐樹出戰波蘭羽毛球公開賽，在男双準决赛以0比2（18-21、15-21）不敌赛会3号种子、波兰的亚当·克瓦林纳/普热梅斯瓦夫·瓦查。
2014年4月，井上拓斗出战大阪羽毛球國際挑戰賽，在男單準决赛以1比2（20-22、21-16、18-21）不敌赛会5号种子、队友的武下利一。同期4月，他与金子祐樹出戰紐西蘭羽毛球大獎賽，在男双準决赛以0比2（21-23、17-21）不敌印尼的西华努斯·盖尔/凯文·桑加亚·苏卡穆约。同年7月，他与金子祐樹出戰俄羅斯羽毛球大獎賽，在男双决赛以1比2（21-19、20-22、13-21）不敌队友的數野健太/山田和司，赢得亚军。年尾11月，他与金子祐樹出戰馬來西亞羽毛球國際挑戰賽，在男双準决赛以0比2（22-24、17-21）不敌赛会3号种子、东道主的周栢础/麦喜俊。

### 2015年-2017年 黃金大獎賽夺冠
2015年3月，井上拓斗与金子祐樹出戰波蘭羽毛球公開賽，在男双準决赛以0比2（19-21、15-21）不敌赛会头号种子、波兰的亚当·克瓦林纳/普热梅斯瓦夫·瓦查。同年4月，他与金子祐樹出戰大阪羽毛球國際挑戰賽，在男双决赛以0比2（9-21、19-21）不敌赛会2号种子、队友的數野健太/山田和司，赢得亚军。
2016年7月，井上拓斗与金子祐樹出戰美國羽毛球黃金大獎賽，在男双决赛以0比2（11-21、20-22）不敌赛会头号种子、丹麦的玛蒂亚斯·鲍伊/卡斯腾·摩根森，赢得亚军。同年10月，他与金子祐樹出戰泰國羽毛球黃金大獎賽，在男双决赛以1比2（21-17、14-21、18-21）不敌赛会2号种子、印尼的贝里·安格里亚万/利安·阿刚·萨普特拉，赢得亚军。
2017年2月，井上拓斗与金子祐樹出戰奧地利羽毛球公開賽，在男双决赛以2比0（21-19、21-17）击败了赛会5号种子、丹麦的弗雷德里克·科尔贝尔/拉斯穆斯·弗莱德伯格，赢得冠军。同年4月，他与金子祐樹出戰中國羽毛球大師賽，在男双决赛以0比2（14-21、6-21）不敌赛会头号种子、中華台北的陳宏麟/王齊麟，赢得亚军。同年7月，他与金子祐樹出戰美國羽毛球黃金大獎賽，在男双决赛以2比1（15-21、21-13、21-13）击败了赛会头号种子、中華台北的盧敬堯/楊博涵，赢得冠军。之后8月，他參加苏格兰格拉斯哥舉行的世界羽毛球錦標賽，他和金子祐樹出戰男子双打項目。他與金子祐樹以15號種子身分出戰，故在首圈輪空；但在次圈以2比0（21-16、25-23）击败日本同胞的保木卓朗 /小林優吾。在第三圈，面对赛会二號種子丹麦的头号男双玛蒂亚斯·鲍伊 /卡斯腾·摩根森，打满3局以1-2（20-22、21-19、12-21）不敌对手，16强止步。随后9月，他与金子祐樹出戰日本羽毛球超級賽，一路从首圈直到準决赛，分别击败了香港的柯展聰/鄧俊文、印尼的法贾·阿尔弗兰/穆罕默德·里安·阿利安托、马来西亚的王耀新/张御宇；四强中更是发挥出色以2比1（12-21、21-18、21-19）力克俄罗斯强档的弗拉基米尔·伊万诺夫/伊万·索松诺夫；在决赛面对赛会3号种子、印尼双打奇才的马库斯·费尔纳尔迪·吉德翁/凯文·桑加亚·苏卡穆约，直落二局以0比2（12-21、15-21）不敌对手，创下在超级系列赛的最好佳绩。同年10月，他与金子祐樹出戰荷蘭羽毛球大獎賽，在男双决赛以0比2（22-24、18-21）不敌赛会5号种子、中華台北的廖敏竣/蘇敬恒，赢得亚军。同年11月，他与金子祐樹出戰香港羽毛球超級賽，俩人也是一路过关斩将闯进男双準决赛以1比2（22-20、20-22、15-21）不敌赛会6号种子、丹麦的马德斯·康拉德-彼德森/马德斯·皮勒尔·科尔丁。

### 2018年 超級300賽夺冠
2018年3月，井上拓斗与金子祐樹出戰德國羽毛球公開賽，在男双决赛以2比0（21-16、21-18）力挫印尼的法贾·阿尔弗兰/穆罕默德·里安·阿利安托，赢得冠军。

## 主要比賽成績
只列出曾進入準決賽的國際賽事成績：
| 年份   | 賽事                     | 公開賽級別 | 項目     | 拍檔       | 成績   |
| ------ | ------------------------ | ---------- | -------- | ---------- | ------ |
| 2012年 | 世界青年羽毛球錦標賽     | 其他       | 混合團體 | －         | 亞軍   |
| 2012年 | 世界青年羽毛球錦標賽     | 其他       | 男子雙打 | 金子祐樹   | 亞軍   |
| 2013年 | 羅馬尼亞羽毛球國際賽     | 國際系列賽 | 男子單打 | －         | 冠軍   |
| 2013年 | 羅馬尼亞羽毛球國際賽     | 國際系列賽 | 男子雙打 | 金子祐樹   | 冠軍   |
| 2013年 | 波蘭羽毛球公開賽         | 國際挑戰賽 | 男子雙打 | 金子祐樹   | 準決賽 |
| 2013年 | 亞洲青年羽毛球錦標賽     | 其他       | 混合團體 | －         | 季軍   |
| 2014年 | 大阪羽毛球國際挑戰賽     | 國際挑戰賽 | 男子單打 | －         | 準決賽 |
| 2014年 | 紐西蘭羽毛球大獎賽       | 大獎賽     | 男子雙打 | 金子祐樹   | 準決賽 |
| 2014年 | 俄羅斯羽毛球大獎賽       | 大獎賽     | 男子雙打 | 金子祐樹   | 亞軍   |
| 2014年 | 馬來西亞羽毛球國際挑戰賽 | 國際挑戰賽 | 男子雙打 | 金子祐樹   | 準決賽 |
| 2015年 | 中國羽毛球國際挑戰賽     | 國際挑戰賽 | 男子單打 | －         | 準決賽 |
| 2015年 | 中國羽毛球國際挑戰賽     | 國際挑戰賽 | 男子雙打 | 金子祐樹   | 準決賽 |
| 2015年 | 波蘭羽毛球公開賽         | 國際挑戰賽 | 男子雙打 | 金子祐樹   | 準決賽 |
| 2015年 | 大阪羽毛球國際挑戰賽     | 國際挑戰賽 | 男子雙打 | 金子祐樹   | 亞軍   |
| 2016年 | 美國羽毛球黃金大獎賽     | 黃金大獎賽 | 男子雙打 | 金子祐樹   | 準決賽 |
| 2016年 | 泰國羽毛球黃金大獎賽     | 黃金大獎賽 | 男子雙打 | 金子祐樹   | 亞軍   |
| 2017年 | 奧地利羽毛球公開賽       | 國際挑戰賽 | 男子雙打 | 金子祐樹   | 冠軍   |
| 2017年 | 中國羽毛球大師賽         | 黃金大獎賽 | 男子雙打 | 金子祐樹   | 亞軍   |
| 2017年 | 美國羽毛球黃金大獎賽     | 黃金大獎賽 | 男子雙打 | 金子祐樹   | 冠軍   |
| 2017年 | 日本羽毛球超級賽         | 超級賽     | 男子雙打 | 金子祐樹   | 亞軍   |
| 2017年 | 荷蘭羽毛球大獎賽         | 大獎賽     | 男子雙打 | 金子祐樹   | 亞軍   |
| 2017年 | 香港羽毛球超級賽         | 超級賽     | 男子雙打 | 金子祐樹   | 準決賽 |
| 2018年 | 德國羽毛球公開賽         | 超級300賽  | 男子雙打 | 金子祐樹   | 冠軍   |
| 2018年 | 湯姆斯盃                 | 其他       | 男子團體 | －         | 亞軍   |
| 2018年 | 印尼羽毛球公開賽         | 超級1000賽 | 男子雙打 | 金子祐樹   | 亞軍   |
| 2018年 | 泰國羽毛球公開賽         | 超級500賽  | 男子雙打 | 金子祐樹   | 準決賽 |
| 2018年 | 亞洲運動會羽毛球比賽     | 其他       | 男子團體 | －         | 銅牌   |
| 2019年 | 亞洲羽毛球混合團體錦標賽 | 其他       | 混合團體 | －         | 亞軍   |
| 2022年 | 聖但尼羽毛球公開賽       | 國際挑戰賽 | 男子雙打 | 三橋健也   | 亞軍   |
| 2022年 | 蒙古國羽毛球國際挑戰賽   | 國際挑戰賽 | 男子雙打 | 三橋健也   | 亞軍   |
| 2022年 | 加拿大羽毛球公開賽       | 超級100賽  | 男子雙打 | 三橋健也   | 亞軍   |
| 2022年 | 愛爾蘭羽毛球公開賽       | 國際挑戰賽 | 男子雙打 | 三橋健也   | 準決賽 |
| 2023年 | 馬來西亞羽毛球國際挑戰賽 | 國際挑戰賽 | 男子雙打 | 小野寺雅之 | 冠軍   |

| 2007-2017年 | 首要超級賽 | 超級賽 | 黃金大獎賽 | 大獎賽 | 國際挑戰賽 | 國際系列賽 | 未來系列賽 | 其他 |

| 2018-2026年 | 總決賽 | 超級1000賽 | 超級750賽 | 超級500賽 | 超級300賽 | 超級100賽 | 國際挑戰賽 | 國際系列賽 | 未來系列賽 | 其他 |

### 奧運會和世錦賽參賽紀錄
|          | 搭檔     | 2017 | 2018 | 2019 |
| -------- | -------- | ---- | ---- | ---- |
| 男子雙打 | 金子祐樹 | 16強 | 8強  | 16強 |

## 主要对賽记录
井上拓斗與主要對手的對賽成績如下（只列出對賽二次或以上對手，截至2018年7月26日）：
男雙 - 金子祐樹
| 對手              | 對賽次數 | 對賽結果 | 對賽結果 | 總計 |
| 對手              | 對賽次數 | 勝       | 負       | 總計 |
| ----------------- | -------- | -------- | -------- | ---- |
| 山田和司 数野健太 | 3        | 0        | 3        | -3   |
| 保木卓朗 小林優吾 | 2        | 2        | 0        | +2   |
| 佐伯祐行 垰畑亮太 | 2        | 1        | 1        | 0    |
| 總計              | 8        | 3        | 4        | -3   |

| 對手                                             | 對賽次數 | 對賽結果 | 對賽結果 | 總計 |
| 對手                                             | 對賽次數 | 勝       | 負       | 總計 |
| ------------------------------------------------ | -------- | -------- | -------- | ---- |
| M·R·阿利安托 法贾·阿尔弗兰                       | 5        | 4        | 1        | +3   |
| K·S·苏卡穆约 M·F·吉德翁                          | 5        | 0        | 5        | -5   |
| 鄧俊文 or chin chung                             | 4        | 3        | 1        | +2   |
| 王齊麟 陳宏麟                                    | 4        | 0        | 4        | -4   |
| 哈迪安托 贝里·安格里亚万                         | 3        | 3        | 0        | +3   |
| 楊博涵 盧敬堯                                    | 3        | 3        | 0        | +3   |
| 吳蔚昇 陳蔚強                                    | 3        | 2        | 1        | +1   |
| 蘇敬恒 廖敏竣                                    | 3        | 2        | 1        | +1   |
| 张御宇 王耀新                                    | 3        | 2        | 1        | +1   |
| 李哲輝 李洋                                      | 3        | 0        | 3        | -3   |
| 马奴·阿特里 苏密特·雷迪                          | 2        | 2        | 0        | +2   |
| Koray AVSAR Erol CEYLAN                          | 2        | 2        | 0        | +2   |
| 丹尼·巴瓦·克里斯南塔 亨德拉·维加亚               | 2        | 2        | 0        | +2   |
| 亚当·霍尔 亚历山大·邓恩                          | 2        | 2        | 0        | +2   |
| 安德烈亚斯·海因茨 丹尼尔·班茨                    | 2        | 2        | 0        | +2   |
| Park Se Woong 催率圭                             | 2        | 2        | 0        | +2   |
| Putra Eka RHOMA 哈菲兹·费萨尔                    | 2        | 2        | 0        | +2   |
| 阿迪·尤苏夫·桑托索 瓦赫尤·那亚卡·阿亚·邦卡亚尼拉 | 2        | 2        | 0        | +2   |
| 伊万·索松诺夫 弗拉基米尔·伊万诺夫                | 2        | 2        | 0        | +2   |
| 汤姆·沃尔芬登 彼得·布里格斯                      | 2        | 1        | 1        | 0    |
| 王齊麟 巫孝霖                                    | 2        | 1        | 1        | 0    |
| 萨维克赛拉吉·兰基雷迪 奇拉格·谢提                | 2        | 1        | 1        | 0    |
| 革德伦·吉丁努蓬 德差蓬·保乌拉努科                | 2        | 1        | 1        | 0    |
| 卡斯腾·摩根森 玛蒂亚斯·鲍伊                      | 2        | 0        | 2        | -2   |
| 里奇·卡兰达·苏华迪 安加·普拉塔玛                 | 2        | 0        | 2        | -2   |
| 普热梅斯瓦夫·瓦查 亚当·克瓦林纳                  | 2        | 0        | 2        | -2   |
| 其他選手                                         | 185      | 123      | 63       | +60  |
| 總計                                             | 193      | 126      | 67       | +59  |